# Witold Piotrowski (lotnik)
Witold Jacek Piotrowski (ur. 25 listopada 1906 r. w Chełmie, zm. 3 grudnia 1973 r. w Burlington) – pułkownik pilot Wojska Polskiego), żołnierz Polskich Sił Powietrznych, dowódca 42. eskadry lotniczej i dywizjonu 301. Kawaler Virtuti Militari, odznaczony Distinguished Flying Cross. 

## Życiorys
Po zdaniu matury w Państwowym Gimnazjum im. Stefana Czarneckiego w 1925 r. zgłosił się do odbycia służby wojskowej. Został skierowany do Szkoły Podchorążych Piechoty, następnie został przeniesiony do Oficerskiej Szkoły Lotnictwa. Naukę, w specjalności obserwatora, ukończył z 28. lokatą w 1928 r. Otrzymał przydział do 4. pułku lotniczego.
Przez następne dwa lata brał  udział w kursie pilotażu a następnie kursie wyższego pilotażu. Został przydzielony do 43. eskadry towarzyszącej gdzie objął dowództwo nad trzecim plutonem. 1 listopada 1937 r. objął dowództwo nad 42. eskadrą lotniczą. Dowództwo nad jednostką zdał rok później, w styczniu 1939 r. objął dowództwo nad I Dywizjonem Liniowym i pełnił tę funkcję do sierpnia. Po wybuchu II wojny światowej nie miał przydziału bojowego. 
Po agresji ZSRR na Polskę 17 września przekroczył granicę z Rumunią. Następnie przez Jugosławię i Włochy przedostał się do Francji.  Zdecydował się na wyjazd do Wielkiej Brytanii, gdzie dotarł w styczniu 1940 r. Zgłosił się do służby w Polskich Siłach Powietrznych, otrzymał numer służbowy RAF 76687.
Po przeszkoleniu na sprzęcie brytyjskim został skierowany do dywizjonu 301. 22 lipca 1940 roku, na mocy rozkazu brytyjskiego Air Ministry z dnia 17 lipca 1940 roku, objął dowództwo nad eskadrą B tego dywizjonu. 22 grudnia 1940 r., po dwóch miesiąca szkolenia na samolotach Vickers Wellington, wziął udział w pierwszej wyprawie bombowej dywizjonu. Jej celem były zbiorniki paliwa w Antwerpii. 26 lipca 1941 r. objął dowództwo nad dywizjonem 301.
W nocy z 8 na 9 marca 1942 r., z powodu złego stanu lotnika, podjął decyzję o zaprzestaniu startu samolotów dywizjonu do nalotu na Essen. Z 25 na 26 marca brał udział w nalocie na Essen. Nad celem został ranny odłamkiem pocisku artylerii przeciwlotniczej. Drugi pilot, por. Stanisław Mioduchowski, zdołał wynieść go z miejsca pilota i opanować maszynę. Po odbyciu tury bojowej 1 kwietnia 1942 r. zdał dowództwo nad dywizjonem Stanisławowi Krzystyniakowi.
Odszedł na odpoczynek w 18. OTU w Bramcote, gdzie został instruktorem i dowódcą eskadry. 14 lutego 1943 r. został skierowany do dywizjonu 309 i objął nad nim dowództwo. 
Dowództwo zdał 15 października i został przydzielony do 1. Dywizji Pancernej jako oficer łącznikowy. Następnie został przeniesiony do Wyższej Szkoły Lotniczej, po jej ukończeniu trafił do Sztabu Naczelnego Wodza. Po zakończeniu działań wojennych nie zdecydował się na powrót do Polski. W 1948 r. został zdemobilizowany i wyjechał do Kanady. Początkowo pracował w rolnictwie, później w przemyśle. Mieszkał w Hamilton.
Zmarł 3 grudnia 1973 r. w Burlington, jego symboliczny grób znajduje się na cmentarzu rzymskokatolickim w Lublinie przy ulicy Lipowej.

## Ordery i odznaczenia
Za swą służbę otrzymał odznaczenia:
- KrzyżSrebrny Virtuti Militari nr ,
- Krzyż Walecznych – czterokrotnie,
- Medal Lotniczy – czterokrotnie,
- Distinguished Flying Cross.